# Promicrogaster carus
Promicrogaster carus är en stekelart som beskrevs av Nixon 1965. Promicrogaster carus ingår i släktet Promicrogaster och familjen bracksteklar. Inga underarter finns listade i Catalogue of Life.